# Silvia
Silvia sau Sylvia este un prenume feminin.

## Proveniența și explicația numelui
Numele vine din latină, unde silva înseamnă pădure. O altă legătură ar putea avea cu Rhea Silvia, mama lui Romulus și Remus. 
Sfânta Silvia, mama Papei Grigore, a murit în anul 592. Ziua ei comemorativă și onomastică, fiind 3 noiembrie.

## Variante
Sylvia (Italia, Scandinavia), Sylvie, Sylviane, Silvie, Sylwia (Polonia), Szilvia (Ungaria), Silli, Silvana, Silvija (Sârbo-croată), süffi (windhaag/perg), Zülfiye (Turcia)

## Personalități

### Regalitate
- Silvia Sommerlath (n. 1943), regina Suediei

### Sylvia
- Sylvia Hanika (n. 1959), jucătoare germană de tenis
- Sylvia Millecam (1956-2001), actriță olandeză
- Sylvia Plath (1932-1963), poetă și scriitoare americană

### Sylviane
- Sylviane Berthod (n. 1977), sportiv elvețian (ski)
- Silvia Florea (n. 1995), sportiv de performanta a Republicii Moldova (atletism)

### Sylvie
- Sylvie van der Vaart (n. 1978), actriță și fotomodel olandez
- Sylvie Vartan (n. 1944), cântăreață franceză

## Altele
- 1915 Silvia (operetă) de  Emmerich Kálmán
- 1971 Silvia, film de Miklós Szinetár

- Silviile o familie de păsări cântătoare
- Rhea Silvia, figură a mitologiei romane, mama lui Romulus și Remus